# Selección femenina de fútbol sub-17 de Venezuela
La selección femenina de fútbol sub-17 de Venezuela es el equipo representativo del país en las competiciones oficiales de fútbol de su categoría. Su organización está a cargo de la Federación Venezolana de Fútbol, la cual es miembro de la Confederación Sudamericana de Fútbol y de la FIFA.
La selección femenina de fútbol sub-17 de Venezuela participa cada dos años en el Campeonato Sudamericano Femenino de Fútbol Sub-17, clasificatorio para la Copa Mundial de la categoría, torneo internacional en el cual ha participado en tres ocasióones: 2010, 2014 y 2016. Su mejor participación en un Sudamericano Sub-17 ha sido en las ediciones de 2013 y 2016 donde obtuvo el título, mientras que su mejor participación en una Copa Mundial ha sido el cuarto lugar en las ediciones de 2014 y 2016.

## Historia
La selección femenina de fútbol sub-17 participó por primera vez en un Campeonato Sudamericano Femenino Sub-17 en 2008 al igual que el resto de selecciones femeninas sudamericanas sub-17. En ese I Campeonato Sudamericano Femenino Sub-17, que se disputó en Chile, Venezuela quedó en noveno lugar solo por encima de Bolivia en la tabla general. La actuación del combinado venezolano, no fue la mejor, ya que solo obtuvieron cuatro derrotas, quedando en el último lugar del grupo. Asimismo marcaron solo 6 goles y recibieron 16. 
Venezuela mejoró su participación en el Campeonato Sudamericano Femenino Sub-17 de 2010 celebrado en Brasil, allí  cosechó un empate ante Chile, dos victorias ante Colombia y Uruguay, y una derrota ante Argentina, logrando avanzar a la siguiente fase como segunda del grupo B por gol-average. En la siguiente ronda de semifinales cayó eliminada ante Brasil por 6:2, por lo que tuvo que jugar el partido por el tercer lugar ante Paraguay, ganando ese partido por 1:0, logrando así por primera vez la clasificación a la Copa Mundial Femenina de Fútbol Sub-17 de 2010, y la segunda clasificación de una selección venezolana a un mundial de fútbol tomando en cuenta todas las categorías, ya que la selección de fútbol sub-20 de Venezuela había asistido a la Copa Mundial de Fútbol Sub-20 de 2009 en Egipto. En este campeonato, Venezuela terminaría con récord de tres victorias, dos derrotas y un empate, con 10 goles marcados y 10 goles recibidos. 
Venezuela participaría por primera vez en un mundial de la categoría, en la Copa Mundial Femenina de Fútbol Sub-17 de 2010 realizada en Trinidad y Tobago. Debutaría ante Nueva Zelanda, obteniendo un triunfo de 2:1, luego caería por 6:0 ante Japón, y después se jugaría la clasificación ante España, cayendo por resultado de 2:1, quedando eliminada del certamen. Venezuela quedaría con récord de una victoria y dos derrotas, con 3 goles a favor y 9 en contra, terminando en tercer lugar del grupo C.
En el 2012 Venezuela participó en el Campeonato Sudamericano Femenino Sub-17 de 2012 celebrado en Bolivia, donde inició con derrota ante Colombia, luego venció a Chile y cayó ante Brasil, teniendo que jugar su último partido ya eliminada, obteniendo la victoria ante Paraguay. Venezuela terminaría en el quinto lugar del torneo con récord de dos victorias y dos derrotas, con 7 goles a favor y 7 en contra.
En el 2013 participaría en el Campeonato Sudamericano Femenino Sub-17 de 2013, celebrado en Paraguay. Venezuela iniciaría el torneo con victoria ante Colombia, luego empataría ante Brasil, vencería a Ecuador y a Uruguay, permitiéndole esto clasificar en el primer lugar del grupo B. En el cuadrangular final, obtendría triunfos ante Chile, nuevamente ante Colombia alcanzando así el triunfo que le dio la clasificación a su segundo mundial. Seguiría su camino hacia el título venciendo 7:1 a Paraguay. Venezuela terminó el torneo con récord de seis victorias y un empate, con 24 goles a favor y 7 en contra. A su vez, Gabriela García se alzaría con el título de goleo con ocho tantos. Igualmente obtuvo la clasificación  al Torneo olímpico juvenil de fútbol femenino Nankín 2014 en China, no obstante participó la selección sub-15, consiguiendo esta última la medalla de plata.
Luego de no poder clasificar al mundial de 2012, retornaría a la máxima competencia de la categoría en la Copa Mundial Femenina de Fútbol Sub-17 de 2014, celebrada en Costa Rica. Debutaría con triunfo 3:0 ante las locales, luego vencería 4:0 a Zambia, y 1:0 a Italia. Esto le permitió clasificar como primera del grupo A, avanzando a la siguiente fase. En cuartos de final se enfrentaría a Canadá, obteniendo una victoria 3:2. Con este triunfo Venezuela se convirtió en la primera selección de la Conmebol en llegar a semifinales de la Copa Mundial Femenina de Fútbol Sub-17. En semifinales caería ante la que sería la campeona, el resultado terminó 4:1 a favor de Japón. Venezuela se enfrentaría ante Italia una vez más, esta vez por el tercer puesto del mundial, el cual culminó en empate durante el tiempo reglamentario, y donde perdería en los penales, quedando así en el cuarto puesto. Igualmente las goleadoras del torneo, serían Deyna Castellanos (goleadora más joven de los mundiales de fútbol, con 14 años, incluyendo todas las categorías, tanto en masculino como femenino) y Gabriela García con 6 goles cada una.
En 2016 le tocaría a la selección ser la sede de la quinta edición del Campeonato Sudamericano Femenino Sub-17 de 2016. Comenzó el torneo con una victoria ante Argentina, luego vencería 8:0 a Perú alcanzando así su mejor resultado internacional. Después vencería a Chile y a Paraguay, clasificando así como primera del grupo A a la siguiente ronda. En el cuadrangular final Venezuela empezaría con victorias ante Colombia, Paraguay y ganaría su último partido ante Brasil 1:0, coronándose por segunda vez campeón sudamericano y clasificando a la Copa Mundial Femenina de Fútbol Sub-17 de 2016 que se jugará en Jordania., su tercer mundial de la categoría. La goleadora y jugadora más valiosa del torneo sería la capitana Deyna Castellanos con 12 tantos, marcando goles en todos los partidos, incluyendo dos tripletes, rompiendo así el récord histórico de goles del torneo y marcando en todos sus partidos. Asimismo, la jugadora con más asistencias fue Daniuska Rodríguez con 9 pases gol. Venezuela con este torneo igualó a Brasil como el equipo con más campeonatos conseguidos en la categoría.

## Uniforme
- Uniforme titular: Camiseta vinotinto, pantalón vinotinto, medias vinotinto.
- Uniforme alternativo: Camiseta blanca, pantalón blanca, medias blancas.

## Estadísticas

### Copa Mundial Femenina de Fútbol Sub-17
| Año   | Ronda         | Posición     | PJ           | PG           | PE           | PP           | GF           | GC           | Goleadora               |
| ----- | ------------- | ------------ | ------------ | ------------ | ------------ | ------------ | ------------ | ------------ | ----------------------- |
| 2008  | No clasificó  | No clasificó | No clasificó | No clasificó | No clasificó | No clasificó | No clasificó | No clasificó | No clasificó            |
| 2010  | Primera ronda | 12.°         | 3            | 1            | 0            | 2            | 3            | 9            | Viso: 2                 |
| 2012  | No clasificó  | No clasificó | No clasificó | No clasificó | No clasificó | No clasificó | No clasificó | No clasificó | No clasificó            |
| 2014  | Cuarto lugar  | 4.°          | 6            | 4            | 1            | 1            | 16           | 10           | Castellanos y García: 6 |
| 2016  | Cuarto lugar  | 4.°          | 6            | 3            | 0            | 3            | 7            | 11           | Castellanos: 5          |
| 2018  | No clasificó  | No clasificó | No clasificó | No clasificó | No clasificó | No clasificó | No clasificó | No clasificó | No clasificó            |
| 2022  | No clasificó  | No clasificó | No clasificó | No clasificó | No clasificó | No clasificó | No clasificó | No clasificó | No clasificó            |
| 2024  | No clasificó  | No clasificó | No clasificó | No clasificó | No clasificó | No clasificó | No clasificó | No clasificó | No clasificó            |
| 2025  | No clasificó  | No clasificó | No clasificó | No clasificó | No clasificó | No clasificó | No clasificó | No clasificó | No clasificó            |
| 2026  | Por definir   | Por definir  | Por definir  | Por definir  | Por definir  | Por definir  | Por definir  | Por definir  | Por definir             |
| Total | 3/9           | 7.º          | 15           | 8            | 1            | 6            | 26           | 30           | Castellanos: 11         |

### Campeonato Sudamericano Femenino de Fútbol Sub-17
| Año   | Ronda         | Posición | PJ | PG | PE | PP | GF | GC | Goleadora            |
| ----- | ------------- | -------- | -- | -- | -- | -- | -- | -- | -------------------- |
| 2008  | Primera ronda | 9.°      | 4  | 0  | 0  | 4  | 6  | 16 | Carmona: 3           |
| 2010  | Tercer lugar  | 3.°      | 6  | 3  | 1  | 2  | 10 | 10 | Viso y Guarecuco: 4  |
| 2012  | Primera ronda | 5.°      | 4  | 2  | 0  | 2  | 7  | 7  | Zambrano y Pérez: 2  |
| 2013  | Campeón       | 1.°      | 7  | 6  | 1  | 0  | 24 | 7  | García: 8            |
| 2016  | Campeón       | 1.°      | 7  | 7  | 0  | 0  | 27 | 3  | Castellanos: 12      |
| 2018  | Cuarto lugar  | 4.°      | 7  | 3  | 2  | 2  | 9  | 6  | Olivieri: 4          |
| 2022  | Primera ronda | 8.°      | 4  | 1  | 0  | 3  | 2  | 11 | Aguiar y Quintero: 1 |
| 2024  | Primera ronda | 9.°      | 4  | 0  | 1  | 3  | 0  | 4  |                      |
| 2025  | Primera ronda | 8.°      | 4  | 1  | 2  | 1  | 4  | 6  |                      |
| Total | 9/9           | 4.º      | 47 | 23 | 7  | 17 | 89 | 70 | Castellanos: 14      |

## Palmarés
- Copa Mundial Femenina de Fútbol Sub-17:
  - Cuarto lugar (2): 2014 y 2016.

- Campeonato Sudamericano de Fútbol Sub-17:
  -  Campeón (2): 2013 y 2016
  -  Tercer lugar (1): 2010